# Надер Шах
Надер Шах Афшар  или Надир Шах Афшар  (на персийски: نادر شاه افشار); известен също като Надер Голи Бейг (на персийски: نادر قلی بیگ) и Тахмасп Голи Хан (на персийски: تهماسپ قلی خان)) (август 1688 – 19 юни 1747) е персийски владетел, основател на династията на Афшаридите. Роден в бедно номадско семейство, той израства до успешен пълководец, провел и спечелил военни кампании срещу афганци, османци и империята на Великите Моголи. След свалянето на Сефевидската династия и завземането на властта през 1736 г. разширява владенията на Персия с територии в Северна Индия и Централна Азия и я превръща в една от най-могъщите империи в света. Управлява държавата до края на живота си, убит е от заговорници.

## Произход
По произход е от къзълбашкия клан на огузкото племе афшари. След монголското нахлуване в Централна Азия афшарите се заселват в Азербайджан. Оттам част от племето се мести в Северен Хорасан и се използва от Сефевидите за защита на провинцията от узбекските нападения. Надер е роден в Хорасан.
Родният му език е азербайджански. По-късно научава и персийски, но предпочита да използва родния.
През целия си живот има тюркско самосъзнание и е верен на своя произход. През 1734 г. пише писмо на тюркски и персийски езици до османския везир Хекимоглу Али паша, в което предлага сключване на мир, основавайки се на общия произход на османци и тюрки. По време на своята индийска кампания води кореспонденция на тюркски език с моголския управник Мохамад Шах, в която подчертава, че е афшар и използва тюркския произход на предците си, за да твърди, че двете държави, Моголската и Афшарската, са приемници на Тимур. В писмото си от 1741 г. до османския султан Махмуд I обяснява, че оставил Мохамад Шах на индийския престол, тъй като и двамата са от тюркски произход.

## Ранни години
Роден е в бедно номадско семейство, занимаващо се с отглеждане на добитък в североизточната част на Хорасан. За датата на раждане няма надежни данни, за най-вероятната се смята 6 август 1688 г. Другите предполагаеми дати са 22 ноември 1688 г. и 22 октомври 1688 г. Рожденото му име е Надар Голи.
Според биографите Надер като дете е много способен и издръжлив и още на 10-годишна възраст е добър конник и ловец, отлично владеещ лък. Той е на 13 години, когато баща му умира и семейството силно обеднява. Има различни версии за по-нататъшната съдба на семейството. Според една от тях през 1704 г. той и майка му попадат в плен при едно от нашествията на узбекските татари в Хорасан. Майка му умира в плен, след което той успява да избяга. Според друга версия Надер успява да убеди тюрките да го пуснат, като обещава в бъдеще подкрепа, и се връща в Хорасан през 1708 г.

## На служба при Сефевидите

### Начало на военна кариера
Около 1712 г. Надер започва служба при един от влиятелните афшарски вождове Баба Али Бейг Кусе Ахмадлу Афшар, наместник на шаха в Абивард. Задачата му е да преследва разбойниците и да връща заграбеното от тях имущество. В случаите, когато собствениците на имуществото не са известни, Надер го присвоява и това служи като основание за слуховете, че той самият е разбойник.
През 1714/1715 г. в Хорасан започват нападенията на тюрките. Надер се отличава в битката, завършила с победата на хорасанските сили. Изпращат го с добрата вест в столицата Исфахан, там е приет от шаха и получава от него награда. Предполага се, че въпреки благоволението на шаха, Надер поради ниския си произход е подложен на подигравки от страна на придворните. Това става причина, в бъдеще той да изпитва неприязън към Сефевидския двор.
При завръщането си в Хорасан през 1715 г. Надер се жени за дъщерята на наместника. На 15 април 1719 г. се ражда първият син на Надер от този брак. Благодарение на този брак Надер придобива статут на значима личност в Хорасан.
През 1716 г. Баба Али със своите 500 войници и войската на наместника в Машхад е изпратен за потушаването на въстанието на пущунското племе дурани. Баба Али загива в битката с тях. Наместник на Абивард става неговият брат Гурбан Али. Под командването на Гурбан Али Надер успешно се бори срещу тюркските разбойници. Скоро Гурбан Али умира и Надер е назначен за заместник на новия наместник на Абивард, Хасан Али Хан. След време обаче Надер придобива повече власт и започва да доминира над наместника.
В началото на 18 век Сефевидската държава е в упадък. През 1722 г. афганците, водени от пущунския вожд Махмуд Хотаки, завземат Исфахан. Султан Хусейн, който е щах на Персия по това време, признава тяхната победа. Махмуд Хотаки обявява себе си за шах на Персия. Синът на шах Хусейн, Тахмасп II, който успява да се спаси чрез бягство в северните провинции, също провъзгласява себе си за шах в Казвин. Абивардският наместник бяга по време на обсадата на Исфахан. Надер остава в Северен Хорасан и оглавява една малка, но закалена в битки армия, известна като армията на Атак.

### Борби в Хорасан
Вестта за падането на Исфахан стига до Хорасан и става причина за размирици в столицата на провинцията Машхад. Систанският владетел Малек Махмуд Систани използва ситуацията и завладява града. Но Надер и Малек Махмуд са равностойни съперници и се стремят да укрепят своите позиции без директна конфронтация. От 1720 г. Надер контролира непристъпната хорасанска крепост Калат и Малек Махмуд, въпреки че владее Машхад и разполага с армия от няколко хиляди души, не е в състояние да установи контрол над целия Хорасан. Малек Махмуд изпраща в Абивард нов наместник, като предлага на Надер мястото на негов заместник с разширени правомощия. Надер приема предложението и използва тази възможност, за да се пребори с някои афшарски вождове и да укрепи своята власт. Военните успехи допринасят за популярността на Надер и все повече вождове и войници преминават при него на служба. Към 1724 г. Надер вече има достатъчно сили, за да се противопостави на Малек Махмуд. Той убива абивардския наместник и обявява война на Малек Махмуд.
Към 1725 г. Надер вече има голямо влияние в региона. Той демонстрира своята власт над Хорасан и безсилието на Малек Махмуд, като изпраща своите войски да нападнат Херат. По това време в Хорасан идва Тахмасп II – безвластен сефевидски шах, фактически зависим от каджарския вожд Фатх-Али Хан Каджар. Фатх-Али насърчава Тахмасп временно да се откаже от конфронтацията с афганците, които все още притежават Исфахан и голямата част от Иран, и да насочи силите си срещу Малек Махмуд. В началото на 1726 г. Тахмасп изпраща своя придворен при Надер и предлага сътрудничество с него и каджарите срещу Малек Махмуд. Надер се съгласява, но настоява Тахмасп да пристигне в Хорасан възможно най-скоро. Същевременно се потвърждава позицията на Надер като заместник на абивардския наместник. През септември 1726 г. Тахмасп и каджарите пристигат в Хорасан. Надер се явява пред шаха с 2000 души войска и се заклева във вярност към него. В отговор на това получава аристократичната титла „хан“. Позицията на Надер се укрепва за сметка на влиянието на Фатх-Али. Усещайки своето несигурно положение, Фатх-Али започва секретна кореспонденция с Малек Махмуд, но предателството е разкрито и Тахмасп заповядва да убият Фатх-Али. Надер става главнокомандващ и получава почетното име Тахмасп Голи. Част от каджарските вождове е арестувана, част преминава под неговото командване.
Малек Махмуд научава за смъртта на Фатх-Али, решава, че шахската армия е отслабена и изпраща срещу нея войска. Надер разбива войската и обсажда Машхад. След два месеца обсада, когато хранителните запаси свършват, а поддръжниците на Малек Махмуд го напускат, неговият главнокомандващ отваря портата на града за войските на Тахмасп. Надер запазва живота на Малек Махмуд и му позволява да се настани в една от цитаделите. След няколко месеца обаче стават известни неговите контакти с тюрките. На 10 март 1727 г. Малек Махмуд и неговите брат и племенник са екзекутирани по заповед на Тахмасп.

### Възстановяване на Сефевидската власт
След завладяването на Машхад отношенията между Тахмасп и Надер се влошават. Повлиян от придворните интриги, Тахмасп напуска Машхад, обявява Надер за предател и разпраща писма с молба за помощ. Някои кюрдски племена застават на страната на шаха и въстават срещу Надер. Реакцията на Надер е бърза – той конфискува имуществото на шаха, разбива кюрдите и кара Тахмасп да се предаде. Тахмасп се връща в Машхад по време на празнуването на Норуз, но противоречията продължават. Надер настоява за кампания срещу племето дурани, което заплашва Хорасан, докато Тахмасп иска военни действия срещу племенната група гилджи, чиято династия Хотаки управлява Иран от Исфахан. Същевременно отново въстават хорасанските кюрди, към тях се присъединяват татарите от Мари и други тюркски племена. След победата над тях Надер пристъпва към своя афгански план. През септември на 1727 г. той започва обсадата на град Санган в Хорасан, на 1 октомври градът пада. Пълното унищожаване на дуранските сили, както настоява Тахмасп, не влиза в плановете на Надер на този етап и затова шахът започва военни действия срещу него. Много скоро Тахмасп претърпява поражение и на 23 октомври 1727 г. се предава. Властта де факто преминава в ръцете на Надер – той притежава шахския печат и издава укази от името на Тахмасп. Надер провежда няколко успешни битки срещу тюрки и кюрди, разбива бившите генерали на шаха, обявили себе си за наместници в Мазандаран, и към края на октомври има пълен контрол над тази провинция. Той изпраща посланици в Русия с искане тя да върне съседната провинция Гилан.
През март 1729 г. Надер започва подготовката за решаваща битка срещу дураните и в началото на май тръгва на поход срещу Херат. В няколко битки разбива афганците и иска от тях да признаят иранската власт. Вождовете на няколко племена декларират своята лоялност към Надер и изразяват готовност заедно с него да се бият срещу гилджите. Тахмасп назначава водача на дураните за свой наместник в Херат, а пленените дурани са освободени. На 1 юли 1729 г. Надер и Тахмасп се завръщат с войската си в Машхад.
Афганският шах от племето гилджи, Ашраф Хотак, след успеха на хератската кампания на Надер оценява опасността да загуби властта си и подготвя поход в Хорасан. През август 1729 г. тръгва с 30-хилядната войска, към нея по пътя се присъединяват други отряди, така че числеността ѝ нараства до 40 хиляди. Първата битка между силите на Ашраф и по-малобройната войска на Надер се провежда при Дамган и тя завършва с победата на иранските сили. Ашраф се връща в Исфахан, за да възстанови войската си. Заплашен от въстание, той екзекутира около 3000 исфахански благородници и духовни лица, а за да се пребори със сефевидската армия търси помощ от османците. Те също имат интерес да се противопоставят на възраждането на своя източен съсед и снабдяват Ашраф с артилерия и хора. Решаващата битка между афганците и иранците е край село Мурчехорт, на около 55 km северно от Исфахан. Тя завършва с пълен разгром и бягство на Ашраф, с което се слага край на афганското управление в Персия. На 15 ноември 1729 г. Надер влиза в Исфахан, където малко по-късно приветства Тахмасп II, възстановен като Сефевидски шах на Персия.

### Кампании срещу Османската империя
След победата над Ашраф и възвръщането на Исфахан Надер започва война срещу Османската империя. Той провежда успешна кампания през пролетта и лятото на 1730 г. и завзема голяма територия, окупирана от османците през предходното десетилетие. Налага се обаче да прекъсне кампанията заради вестта, че в Машхад има въстание на дурани и братът на Надер е пленен. Надер се връща в Машхад и потушава въстанието. Следващите 14 месеца Надер е зает с борбата с дураните.
Тахмасп използва отсъствието на Надер и се опитва сам да се утвърди като успешен военачалник. От януари на 1731 г. до януари на 1732 г. провежда една катастрофална кампания срещу османците. Тя завършва с мирен договор със султан Махмуд I при неизгодни за Иран условия и загуба на териториите, спечелени по-рано от Надер. Разбрал за събитията и разгневен от действията на шаха, Надер се завръща в Исфахан. Той използва неизгодния мирен договор като предлог за премахването на Тахмасп от престола през август на 1732 г. и провъзгласяването на неговия осеммесечен син като шах Абас III. Себе си назначава за регент и възобновява военните действия срещу османците. След серия победи срещу тях, прекъсвана от кратки отклонения за потушаване на въстанията във Фарс и Балучестан, през декември 1733 г. подписва нов договор с османския наместник на Багдад. Османският султан обаче не го ратифицира поради неразрешените спорове по контрола над някои кавказки територии, така че периодичните враждебни действия не спират. Следват иранско-османски сблъсъци в Кавказ, Надер побеждава в Ганджа с помощта на Русия. През март 1735 г. Русия и Персия сключват отбранителен съюз срещу османците. Освен това Русия връща на Надер голяма част от териториите, завладени от нея преди 12 години. Засилващата се конфронтация между Русия и Турция заради контрола над Черно море осигурява на Надер по-стабилна във военно отношение ситуация на западната граница.

## Владетел на Иран
След поредицата военни и политически успехи Надер е достатъчно влиятелен, за да поеме сам властта в Иран. Той споделя пред група свои близки сподвижници намерението си да свали младия шах Абас III и да провъзгласи себе си за монарх. За да бъде смяната на властта легитимна, нарежда свикване на всички религиозни, военни и племенни авторитети на лагер в Муганска равнина. На събралите се предлага да изберат, той или представител на Сефевидската династия да управлява страната. Всички се съгласяват Надер да стане шах – едни по убеждение, други от страх. На 8 март 1736 г. Надер е коронясан за шах на Иран.
След възкачването на престола основната военна задача на Надер се състои в окончателното поражение на останалите части на афганските сили. През 1738 г. в резултат на почти едногодишна обсада успява да превземе Кандахар. С тази победа възстановява иранския суверенитет над всички територии, завзети от афганците по време на управлението на Сефевидския шах Хусейн. Амбициите на Надер се насочват към изграждането на световна империя чрез завземане на чужди територии.

### Индийски поход
След падането на Кандахар част от афганските сили се влива в армията на Надер, друга част бяга през границата с Моголите. Моголската империя в този период е в упадък поради вътрешни противоречия и борба със съседната Маратхска империя. Надер обвинява моголския шах Мохамад в даването на подслон и помощ на афганците и използва това като повод за нахлуване в Индия.
През декември 1738 г. силите на Надер напускат базите си в Афганистан и преминават реката Инд. Те се насочват към Лахор през януари 1739 г., справят се със съпротивата на сикхите и войските на Мохамад Шах и продължават към Делхи. На 24 февруари 1739 г. при решаващата битка край Карнал, на 110 km северно от Делхи, индийските сили претърпяват съкрушително поражение. На 26 февруари Мохамад Шах абдикира от престола и се подчинява на Надер. Като васал на Надер го съпровожда до Делхи, където на 21 март се провеждат церемонии за възхвала на персийския цар. Още същия ден Надер научава за нападенията в града, причинили смъртта на 900 неговите войници. На 22 март Надер отмъщава с безразборно клане на жителите на кварталите, където това се бе случило. Предполага се, че до момента, когато Надер заповядва да се спре кръвопролитието, грабежите и разрушенията, броят на загиналите жители на Делхи стига до 22000. 
Надер сключва мирен договор, чрез който Мохамад Шах възстановява своя контрол над Индия, но остава васал на Персия. Той провежда церемония за възлагане на короната на Мохамад Шах, но за да подчертае неговия подчинен статус, се самопровъзгласява за шахиншах. За да укрепи връзката с моголите, Надер жени един от своите синове за моголска принцеса. До завръщането си през май в Исфахан събира ценни „подаръци“ от новите си поданици. Плячката, която отнася в Персия, включва наред с многобройните императорски скъпоценности и прочутия паунов трон и уникалните диаманти Кохинор и Даря-йе Нур. Нейната стойност е толкова висока, че позволява обеднялото население на Персия да бъде освободено от данъци за 3 години.

### Последни битки и смърт
През 1741 – 1743 г. Надер провежда няколко неуспешни военни акции срещу дагестанци, отново се изправя срещу Османската империя и прави опити за обсадата на градовете в Ирак. Скоро се налага да се върне в Иран за потушаване на вътрешните бунтове. След справянето с тях възобновява войната си срещу османците и ги побеждава през август 1745 г. в битката край Ереван. Победата на Надер води до нови мирни преговори, през септември 1746 г. те завършват с договор, според който султанът официално признава Надер като владетел на Персия.
Талантлив и успешен като военноначалник, Надер няма качествата на мъдър държавник. Постоянните военни кампании водят до големи човешки жертви, а непосилните данъци изтощават икономиката на страната. Бунтовете срещу своето управление Надер потушава с голяма жестокост. През 1747 г. тръгва към Хорасан с намерението да накаже въстаналите племена. Бунтовниците организират заговор, в който участват афшарски и каджарски офицери, а също и роднините на Надер. На 20 юни 1747 г. те влизат в палатката на шаха, докато той спи, и го съсичат с мечове.

### Вътрешна политика
След завземането на властта Надер Шах налага в страната нова държавна религия. Като къзълбаш по произход той е последовател на шиизма, но, стремейки се да подобри отношенията с Османската империя, смята за необходимо да се смекчат религиозните противоречия с османците. Освен това е важно в армията му, в която служат както шиити, така и сунити, да няма конфликти на религиозна почва. Въведената от Надер нова религиозна практика включва елементите и на сунизъм, и на шиизъм. Нарича я джафари на името на шестия имам Джафар ал-Садег, почитан от двете течения. Провежда също и финансова реформа, като сече сребърни монети, наречени „надери“, със стойност, равна на една моголска рупия. Продължава практиката на Сефевидите да се преселват племената за укрепване на безопасността на страната. Създава племенна конфедерация от номадските племена, живеещи около границите с Азербайджан с цел защита на Иран от османци и руснаци. Увеличава броя на войниците под свое командване за сметка на войските на племенните вождове и регионалните владетели. Реформите на Надер Шах служат основно за военното укрепване на държавата. Влошаването на икономическото положение, започнало през последните години на Сефевидската династия, продължава и по време на неговото управление.

## Личностни черти
Личностните качествата на Надер му позволяват да се издигне от една бедна номадска среда до опитен военноначалник и владетел, контролиращ огромна империя. Той не крие своя скромен произход и дори в годините на най-голямата си слава не се поддава на ласкателствата на дворцовия елит, опитващ се да му припише велики предци. Кумирите му са Чингис хан и Тимур. Своите военни победи сравнява с техните, с тяхната жестокост оправдава своята, стреми се да създаде световна империя, подобна на техните владения.
Описват го като физически силен и висок мъж, с продълговато лице, малки очи с остър и пронизителен поглед, с груб и силен глас. Няма постоянна резиденция, шатрата е негов дом. Много е смел и лично участва в битките, същевременно е много жесток и алчен. Според съвременниците му „той е ужасът на Османската империя, завоевателят на Индия, владетелят на Персия и цяла Азия. Съседите го уважават, враговете се страхуват от него и му липсват само любовта на поданиците му“. Неговото управление на Индия се описва от тях като време, когато страната „треперела от ужас“.
 Характерен за личността му е разказът, според който при една беседа с религиозно лице, след като чул неговото описание на рая, Надер попитал: „Има ли в рая такива неща, като война и победа над врага?“ На отрицателния отговор реагирал с думи: „Тогава какви удоволствия може да има там?“
В Европа Надер Шах е сравняван с Александър Велики. Наполеон Бонапарт му се възхищава, счита себе си за нов Надер, по-късно е наричан европейски Надер Шах.